# ويلارد ريتشاردز
ويلارد ريتشاردز (بالإنجليزية: Willard Richards)‏ هو صحفي أمريكي، ولد في 24 يونيو 1804 في هوبكينتون في الولايات المتحدة، وتوفي في 11 مارس 1854 في سولت ليك في الولايات المتحدة.